# Rally de Brasil
El Rally de Brasil fue una prueba de rally que se celebró en Brasil y que fue puntuable para el Campeonato Mundial de Rally en 1981 y 1982. Los ganadores de ambas ediciones fueron Ari Vatanen el primer año y Michele Mouton el segundo. 
Con la inclusión del Rally de Argentina en 1980, la FIA decidió incluir una minigira en Sudamérica por lo que incluyó una prueba en Brasil con el apoyo de Fiat que tenía intereses económicos en el país. La prueba solo fue puntuable para el campeonato de pilotos y en los dos años que se celebró Ari Vatanen y Guy Fréquelin acudieron a la cita, puesto que se jugaban el título, y al año siguiente Michele Mouton y Röhrl hicieron lo mismo. Esa edición fue la única prueba sobre el continente americano puesto que el rally de Argentina se había suspendido por la guerra de las Malvinas. El rally de Brasil registró una pobre inscripción, generalmente de pilotos uruguayos pero se pudo ver una curiosidad: la participación de los Fiat 147, un vehículo muy popular en Brasil, alimentado con alcohol derivado de la caña de azúcar.

## Palmarés
| Año  | Edición                       | Piloto         | Copiloto       | Vehículo           | Series |
| ---- | ----------------------------- | -------------- | -------------- | ------------------ | ------ |
| 1981 | 3rd Marlboro Rallye do Brasil | Ari Vatanen    | David Richards | Ford Escort RS1800 | WRC    |
| 1982 | 4th Rallye do Brasil          | Michele Mouton | Fabrizia Pons  | Audi Quattro       | WRC    |